# HD170479
HD170479 — подвійна зоря. 
Ця подвійна система має видиму зоряну величину в смузі V приблизно 5,4.
Вона розташована на відстані близько 350,0 світлових років від Сонця.

## Подвійна зоря
Головна зоря цієї системи належить до хімічно пекулярних зір й має спектральний клас A3.
Інша компонента має спектральний клас Зорі спектрального класу .